# Je to i můj život
Je to i můj život (orig. My Sister's Keeper) je kniha spisovatelky Jodi Picoult z roku 2004. Vypráví příběh třináctileté Anny, která se soudí se svými rodiči, aby mohla sama rozhodovat o svých lékařských záležitostech, když se od ní čeká, že daruje ledvinu své sestře Kate, která umírá na leukémii.
Podle knihy natočil v roce 2009 režisér Nick Cassavetes stejnojmenný film, ve kterém účinkují Cameron Diaz, Alec Baldwin, Sofia Vassilieva a Abigail Breslin.